# 科唐 (弗里堡州)
科唐是瑞士的城鎮，位於該國西部，由弗里堡州負責管轄，面積4.97平方公里，海拔高度713米，2011年人口1,350，八成半人口信奉羅馬天主教，人口密度每平方公里272人。

## 外部連結
- Official website （页面存档备份，存于） （法文）